# Les Allues
Les Allues är en kommun i departementet Savoie i regionen Auvergne-Rhône-Alpes i sydöstra Frankrike. Kommunen ligger i kantonen Bozel som tillhör arrondissementet Albertville. År 2022 hade Les Allues 1 750 invånare.

## Befolkningsutveckling
Antalet invånare i kommunen Les Allues
| Referens: INSEE |